# Turbanella remanei
Turbanella remanei är en djurart som tillhör fylumet bukhårsdjur, och som beskrevs av Forneris 1961. Turbanella remanei ingår i släktet Turbanella och familjen Turbanellidae.
Artens utbredningsområde är Östersjön. Arten är reproducerande i Sverige. Inga underarter finns listade i Catalogue of Life.